# Anjela Khegay
Anjela Khegay (FIDE-Schreibweise bis 2007 Angela Khegai; * 9. Juli 1976) ist eine usbekische Schachspielerin. Anjela Khegay spielt seit 2007 für den Schachverband Singapurs. Sie trägt den Titel Internationaler Meister der Frauen (WIM).

## Leben und sportliche Karriere
Zuerst war sie für den sowjetischen Schachverband spielberechtigt, ab 1992 für den russischen Schachverband. 1996 wechselte sie zum nationalen usbekischen Schachverband und 2007 zum Schachverband von Singapur.
Bei der usbekischen Einzelmeisterschaft der Frauen 2001 in Taschkent erreichte sie hinter der Iroda Khamrakulova den zweiten Platz. Aus der singapurischen nationalen Meisterschaft der Frauen ging Anjela Khegay 2007 als Siegerin hervor, bei der singapurischen Einzelmeisterschaft der Frauen 2012 wurde sie hinter Gong Qianyun (China) wiederum nur Zweite.
Bei der Weltmeisterschaft der Städte im Jahr 1977 in Jakarta (Indonesien) spielte Anjela Khegay für den Verein STMIK Jakarta. Für die usbekische Frauennationalmannschaft spielte sie bei der asiatischen Mannschaftsmeisterschaft der Frauen 2005 in Singapur und erhielt dort eine individuelle Bronzemedaille für das drittbeste Ergebnis am dritten Brett. Ebenfalls für Usbekistan spielte sie bei den Schacholympiaden 1996 in Jerewan (Armenien), 1998 in Elista (Kalmückien), 2000 in Istanbul (Türkei) und 2002 in Bled (Slowenien). Bei der  Schacholympiade 2004 in Calvià auf Mallorca nahm sie ebenfalls teil, wobei sie 2000 am Spitzenbrett spielte. Für die Frauennationalmannschaft Singapurs spielte sie bei der Schacholympiade 2022 im indischen Mamallapuram am Spitzenbrett.
Den Titel FIDE-Meister der Frauen (WFM) erhielt sie 1995. Seit 2000 ist sie Internationaler Meister der Frauen (WIM). Als Schachtrainerin trägt sie seit 2004 den Titel FIDE Trainer, als Schachschiedsrichterin seit 2006 den Titel FIDE Arbiter. Als Schachtrainerin engagierte sie sich zum Beispiel auch für den singapurischen Schachverband.
Die Elo-Zahl Anjela Khegays beträgt 2113 (Stand: Dezember 2022). Sie liegt damit hinter Gong Qianyun auf dem zweiten Platz der singapurischen Elo-Rangliste der Frauen. Ihre höchste Elo-Zahl war 2243 im Jahre 2005.